# Интернет-провайдер
Интернет-прова́йдер (иногда просто провайдер; от англ. Internet service provider, сокр. ISP — поставщик интернет-услуг) — телекоммуникационная компания, предоставляющая услуги доступа к сети Интернет и иные связанные с Интернетом услуги.
К основным услугам интернет-провайдеров относятся:
- широкополосный доступ в Интернет,
- коммутируемый доступ в Интернет,
- беспроводной доступ в Интернет,
- выделение дискового пространства для хранения и обеспечения работы сайтов (хостинг),
- поддержка электронных почтовых ящиков или виртуального почтового сервера,
- размещение оборудования клиента на площадке провайдера (колокация),
- аренда выделенных и виртуальных серверов (VPS, VDS),
- резервирование данных.

В соответствии с предоставляемыми услугами их можно разделить на категории:
- провайдеры доступа,
- хостинг-провайдеры,
- магистральные (англ. backbone) провайдеры,
- канальные провайдеры,
- провайдеры последней мили.

Интернет-провайдер обычно служит точкой доступа или шлюзом, который предоставляет пользователю доступ ко всему доступному в Интернете.
Среди провайдеров можно выделить три уровня. Провайдеры третьего уровня представляют собой небольшие региональные компании, которые продают подключение к интернету конечным пользователям. Обычно они покупают подключение у интернет-провайдеров второго уровня, которые владеют кабелями связи и другим сетевым оборудованием. Провайдеры первого уровня (такие как AT&T, Deutsche Telekom Global Carrier и т.п.) владеют межконтинентальными кабелями связи. Как правило, к услугам провайдеров первого уровня более мелкие провайдеры прибегают лишь тогда, когда им нужно передать данные на большие расстояния. Если же требуется соединить два близких города, то будет достаточно пиринга по схеме «точка-точка» между двумя сетями или через точки обмена трафиком.
Существуют метапоисковики интернет-провайдеров, где собираются все данные по адресам. Это значительно упрощает поиск информации и процесс подключения. 

## В российском праве
Интернет-провайдер — это оператор связи, имеющий лицензию на один из следующих видов услуг:
- Услуги связи по предоставлению каналов связи.
- Услуги связи в сети передачи данных, за исключением передачи голосовой информации.
- Услуги связи по передаче голосовой информации в сети передачи данных.
- Телематические услуги связи.

Лицензии выдаются Роскомнадзором сроком на 5 лет.